# بيخان كالسكان
بيخان كالسكان (بالتركية: Beyhan Çalışkan)‏ هو لاعب كرة قدم تركي في مركز الوسط، ولد في 1960 في بلوفديف في بلغاريا. شارك مع منتخب تركيا لكرة القدم. أما مع النوادي، فقد لعب مع أضنة دمير سبور وبورصة سبور وكايسري سبور.

## وصلات خارجية
- بيخان كالسكان على موقع اتحاد تركيا (لاعب) (الإنجليزية)
- بيخان كالسكان على موقع اتحاد تركيا (مدرب) (الإنجليزية)
- بيخان كالسكان على موقع قاعدة بيانات كرة القدم.إي يو (الإنجليزية)
- بيخان كالسكان على موقع عالم كرة القدم.نت (الإنجليزية)